# رود یلما
رود یلما (انگلیسی: Yelma) یک رودخانه در سرزمین پرم کشور روسیه است.